# Kipper (desenho animado)
Kipper é uma série infantil de televisão estadunidense-britânica. No Brasil, já foi exibido pelo Cartoon Network, no início da década de 2000, e na TV Aberta, foi transmitida pela TV Cultura e estreou no dia 8 de outubro de 2007.
É uma produção inglesa, baseada nos livros de Mick Inkpen, que conta a história do otimista e curioso Kipper, que reflete a mente curiosa de uma criança. Ele está sempre em busca de aventuras com seus fiéis e queridos amigos Tigre, Arnold, Porco e Jake. Os dias da turminha são muito divertidos, com uma sucessão de brincadeiras engraçadas. Kipper é a quinta-essência da criança, com uma imaginação superativa e cheio de travessuras cativantes. Um desenho simples que hoje não tem mais em lugar nenhum

## Personagens
- Kipper: O protagonista. É curioso e gosta de aventuras.
- Tigre: O melhor amigo de Kipper. Está com Kipper na maioria das aventuras dele.
- Porco: Também é amigo do Kipper.
- Arnold: Primo do Porco.
- Jake: Um old english sheepdog. É um dos amigos do Kipper.

## Episódios
| Temporadas | Episódios | Datas oficiais em que esteve no ar | Datas oficiais em que esteve no ar |
| Temporadas | Episódios | Início                             | Fim                                |
| ---------- | --------- | ---------------------------------- | ---------------------------------- |
| 1          | 13        | 5 de Setembro de 1997              | 28 de Novembro de 1997             |
| 2          | 13        | 24 de Setembro de 1998             | 17 de Dezembro de 1998             |
| 3          | 13        | 21 de Janeiro de 1999              | 15 de Abril de 1999                |
| 4          | 13        | 23 de Setembro de 1999             | 16 de Dezembro de 1999             |
| 5          | 13        | 20 de Janeiro de 2000              | 13 de Abril de 2000                |
| 6          | 13        | 28 de Setembro de 2000             | 21 de Dezembro de 2000             |